# The King of Dragons
The King of Dragons (ザ・キングオブドラゴンズ?) è un videogioco d'azione a scorrimento orizzontale,  pubblicato nel 1991 per arcade dalla Capcom.

## Trama e modalità di gioco
Il giocatore deve scegliere uno fra cinque personaggi giocabili (Elfo, Stregone, Guerriero, Chierico e Nano). Lo scopo è quello di viaggiare nel regno di Malus e sconfiggere i mostri che l'hanno invaso, arrivando quindi sino al loro leader, il drago rosso Gildiss. L'ambientazione è molto simile a quella di Dungeons and Dragons ed altri mondi fantasy di ispirazione medievale, popolati da creature come orchi, gnoll, arpie. 
Il gioco è composto di sedici livelli, benché alcuni siano molto brevi. Le vite sono inizialmente tre, con abbondanza di punti ferita, ma l'energia è variabile a seconda del personaggio scelto; essa può essere recuperata se il giocatore raccoglie frutti e altri alimenti, nascosti all'interno di bauli che si trovano lungo il percorso oppure rilasciati da alcuni nemici sconfitti. Altri bauli contengono sfere fluttuanti, in cinque diverse tipologie: se queste vengono colpite dai proiettili degli eroi, sprigioneranno incantesimi col potere di eliminare i nemici comuni presenti nella schermata e di indebolire i boss. Ci sono infine alcuni bauli stregati, che non vanno avvicinati, altrimenti assaliranno gli eroi togliendo quindi loro energia vitale (qualora dovesse accadere è comunque possibile eliminarli coi normali proiettili). Vite extra vengono guadagnate al raggiungimento di determinati punteggi. Il giocatore perde una vita se rimane senza energia vitale, oppure se non riesce a completare un livello nel tempo previsto.
Raccogliere le monete lungo il percorso e uccidere sempre più nemici permette al giocatore di ampliare la barra di energia e incrementare la potenza dei colpi.
Si usano un joystick (per gli spostamenti) e due tasti (A per sparare e raccogliere oggetti, B per saltare).
Tutti gli eroi possono utilizzare un attacco speciale, che arreca gravi danni ai nemici vicini e conferisce anche un'invulnerabilità momentanea, ma ciò comporterà una lieve perdita di energia vitale. Per la sua attuazione, il giocatore dovrà tenere premuti entrambi i tasti.

## Eroi
Di seguito si dà l'elenco dei personaggi giocabili:
- Ravel, l'Elfo - Altezza: 175cm ; Peso: 60kg ; Età: sconosciuta

Cacciatore con eccellenti capacità di mira, esperto nella gestione dell'arco, si è unito al gruppo degli eroi come membro di un clan. Ravel ha la migliore portata e velocità tra i personaggi. Tuttavia, non può equipaggiare uno scudo e ha una bassa difesa e un attacco debole. Inoltre, la difesa dell'elfo non aumenta mai durante il corso del gioco e il suo salto è più lento di quello del Guerriero e del Mago. Ottenendo migliori archi, Ravel aumenta la velocità con cui spara frecce e la loro portata, mentre gli aggiornamenti freccia fanno aumentare la forza di attacco.
- Leger, lo Stregone - Altezza: 169cm ; Peso: 56kg ; Età: 28 anni

Leger si è unito al gruppo degli eroi per approfondire il suo sapere. Brandisce come arma solo un bastone magico. Ha difesa e velocità abbastanza basse, ma è il migliore con la magia. Il suo potere d'attacco è debole all'inizio, ma estremamente potente più avanti nel gioco. La velocità con cui il Mago attacca non migliora, ma è alleviata dall'abilità del colpo multiplo. La difesa viene via via aumentata da vari miglioramenti magici come anelli e amuleti.
- Derek, il Guerriero - Altezza: 183cm ; Peso: 90kg ; Età: 26 anni

Un potente spadaccino in viaggio alla ricerca del tesoro del drago. Prima di unirsi al gruppo degli eroi, ha già ucciso un giovane drago verde in gruppo con altri sei. Ha il secondo attacco più forte. La sua portata e velocità superano facilmente gli altri eroi portatori di scudo (il Chierico e il Nano) e il suo salto si fa sempre più rapido. Derek guadagna HP più velocemente di tutti e la sua velocità può rendere la sua difesa quasi allo stesso livello di quella del Chierico. È il più debole nella magia.
- Aldo, il Chierico - Altezza: 203cm ; Peso: 109kg ; Età: 34 anni

Uomo pio e avventuroso, Aldo è in viaggio di studio ma sogna un giorno di costruire una cattedrale. Come servo di Dio non gli è permesso maneggiare lame, quindi preferisce i martelli come sua arma. Coi suoi due metri e più di statura, il Chierico è l'eroe più alto. Ha una buona magia e una buona forza d'attacco, e anche la migliore difesa, anche se è un po' lento e ha la peggiore agilità del gruppo, soprattutto nei salti. Porta uno scudo e guadagna HP molto più velocemente di chiunque altro. Il suo recupero, dopo aver usato lo scudo, è il più veloce nel gioco. 
- Vargas, il Nano - Altezza: 120cm ; Peso: 70kg ; Età: sconosciuta

Un piccolo, ma potente eroe, che brandisce asce da battaglia. Dopo che il drago Gildiss ha attaccato il suo villaggio, Vargas ha iniziato un viaggio per offrire il suo aiuto a coloro che combattono contro i mostri. Il Nano, come suggerisce il suo nome, è l'eroe più piccolo dei cinque. Ha la velocità di attacco da mischia più veloce e la seconda difesa più forte, è abbastanza veloce e porta uno scudo. Vargas ha anche il salto più lungo; ma ha una magia abbastanza debole e il peggior raggio d'azione.

## Boss
Di seguito si dà l'elenco dei boss che vanno affrontati alla fine dei vari livelli (solo il quinto livello, ambientato su una nave, è privo di boss):
- Re degli Orchi (livello 1)
- Minotauro (livello 2; ritorna successivamente come boss di metà livello)
- Viverna sputafuoco (livello 3)
- Idra tricefala (livello 4)
- Ciclope (livello 6)
- Torma di ragni giganti (livello 7)
- Draghetto bipede sputafuoco (livello 8; ritorna come miniboss in alcuni dei livelli successivi)
- Guerriero in armatura nera (livello 9)
- Torma di Wraith (livello 10)
- Drago combattente (livello 11)
- Coppia di guerrieri in armatura (livello 12; uno in armatura verde, l'altro in armatura rossa)
- Mago oscuro (livello 13)
- Viverna sputaghiaccio (livello 14)
- Coppia di Ciclopi (livello 15; uno dei due è identico al Ciclope del livello 6)
- Drago rosso Gildiss (livello 16)

## Colonna sonora
Le musiche si devono a Yōko Shimomura.